# Радзішево-Старе
Радзішево-Старе (пол. Radziszewo Stare) — село в Польщі, у гміні Цехановець Високомазовецького повіту Підляського воєводства.
Населення — 49 осіб (2011).
У 1975-1998 роках село належало до Ломжинського воєводства.

## Демографія
Демографічна структура станом на 31 березня 2011 року:
|          | Загалом | Допрацездатний вік | Працездатний вік | Постпрацездатний вік |
| -------- | ------- | ------------------ | ---------------- | -------------------- |
| Чоловіки | 26      | 1                  | 22               | 3                    |
| Жінки    | 23      | 4                  | 11               | 8                    |
| Разом    | 49      | 5                  | 33               | 11                   |